# کریستوفر بیلی (دونده)
کریستوفر بیلی (انگلیسی: Christopher Bailey؛ زادهٔ ۲۹ مهٔ ۲۰۰۰) دونده سرعت اهل ایالات متحده آمریکا است.
وی در مسابقات کشوری و بین‌المللی در مجموع برندهٔ ۲ مدال طلا، ۱ مدال نقره شده است.